# Contea di Lemhi
La contea di Lemhi (in inglese Lemhi County) è una contea dello Stato dell'Idaho, negli Stati Uniti. La popolazione al censimento del 2020 era di 7 974 abitanti. Il capoluogo di contea è Salmon.

## Geografia
La contea si trova nel centro-est dello Stato, al confine con il Montana. Il fiume Salmon e il fiume Lemhi sono i fiumi principali della contea. Nel territorio si trovano anche diverse catene montuose e foreste nazionali, tra cui parte della Foresta nazionale di Caribou-Targhee. Il confine est con il Montana è anche lo spartiacque continentale delle Americhe.

### Contee confinanti
- Contea di Ravalli (Montana) - nord
- Contea di Beaverhead (Montana) - nord-est
- Contea di Clark - sud-est
- Contea di Butte - sud-est
- Contea di Custer - sud
- Contea di Valley - ovest
- Contea di Idaho - nord-ovest

## Storia
La contea fu creata nel 1869 e fu chiamata così per Fort Lemhi, una missione mormona al fiume Salmon.

## Comuni

### Cities
- Leadore
- Salmon (capoluogo)